# Русаїтіс
Руса́їтіс, Русіко Коккіно — грецький технічний сорт винограду середнього періоду дозрівання. Культивується на островах Кіклади і Евбея. 
Листя велике, клиноподібне, середньорозсічене, п'ятилопатеве, пузирчасте, знизу опушене. Виїмка черешка закрита з налягаючими лопатями. Кетяги порівняно великі, конічні, щільні. Ягоди середні, округлояйцеподібні, червоно-фіолетово-чорні з помірним восковим нальотом. Шкірка тонка. М'якоть соковита.